# Україна (Токарі)
Футбольний клуб «Україна» (Токарі) — український аматорський футбольний клуб з с. Токарі, Сумського району, Сумської області. Команда виступає в обласних та районних турнірах з футболу та футзалу серед аматорських команд. Команду засновано у 2009 році.
У сезоні 2022/23 брала участь у розіграші Кубка України з футзалу

## Попередні назви команди
- ФК «Україна-Токарі» (Токарі) - 2017-2018 роки.
- ФК «Україна-Аграрна» (Токарі) - 2019 рік.

## Досягнення
- Чемпіонат Сумської області

 Переможець: 2024
 Бронзовий призер (2): 2022, 2023
- Перша ліга чемпіонату Сумської області з футболу

 Переможець: 2017
 Срібний призер(2): 2018, 2019
- Кубок Сумської області з футболу:

 Володар: 2024
- Кубок області ім. Михайла Фоменка

 Срібний призер: 2023
- Кубок області на честь ЗСУ

 Переможець: 2022, 2023
 Срібний призер: 2024, 2025
- Кубок федерації ФФСО

 Фіналіст: 2018
- Чемпіонат Сумського району з футболу

 Переможець (2): 2016, 2018, 2019, 2021
 Срібний призер: 2020
 Бронзовий призер: 2017
- Кубок Сумського району з футболу

 Переможець: 2016, 2018, 2019
- Чемпіонат Сумської області з футзалу (Вища ліга)

 Срібний призер: 2023
- Кубок Сумської області з футзалу

 Фіналіст: 2023
- Чемпіонат Сумського району з футзалу

 Переможець: 2016/17